# Babushka Boi
Babushka Boi è un singolo del rapper statunitense ASAP Rocky, pubblicato il 28 agosto 2019. Il video musicale è stato pubblicato su YouTube il giorno stesso.

## Antefatti
Rocky ha iniziato a indossare un foulard da nonna (in russo бабушка?, babushka) per coprire il taglio sul viso presente dopo la caduta dallo scooter avvenuta nel settembre 2018. Ciò ha ispirato Frank Ocean, che ha pubblicato una foto sul suo Instagram con un foulard, appunto "babushka", e Rocky ha risposto commentando "Babushka Boi".

## Video musicale
Il video musicale, diretto da Nadia Lee Cohen, è stato pubblicato in concomitanza con l'uscita del singolo, il 29 agosto. Ispirato da Dick Tracy, mostra ASAP Rocky, ASAP Ferg e Schoolboy Q tra i numerosi gangster in fuga dalla polizia, ritratta come maiali antropomorfi. Il video è stato girato prima dell'arresto e della detenzione di Rocky in Svezia.

## Tracce
Testi di Rakim Mayers, Alexander Ridha, Hector Delgado e Mario Reddick, musiche di Boys Noize & Hector Delgado.
1. Babushka Boi – 3:07